# 大阪保育専門職短期大学
大阪保育専門職短期大学（おおさかほいくせんもんしょくたんきだいがく）は、大阪府大阪市において2020年に設置計画のあった日本の私立専門職短期大学である。

## 概要
- 大阪府内に幼稚園6園と専門学校1校を擁する学校法人大阪聖徳学園[4]が2018年11月、設置認可の申請を行っていた私立専門職短期大学で、開設学科はこども教育学科60名、設置予定の場所は大阪府大阪市[2][1][3][注 1]。
- しかし結局は申請をとりさげとなり[3]、2023年5月現在でも設置計画の目途はたっていない。

## 設置予定の学科
- こども保育学科 入学定員60名[1]